# Cuestión de Carelia

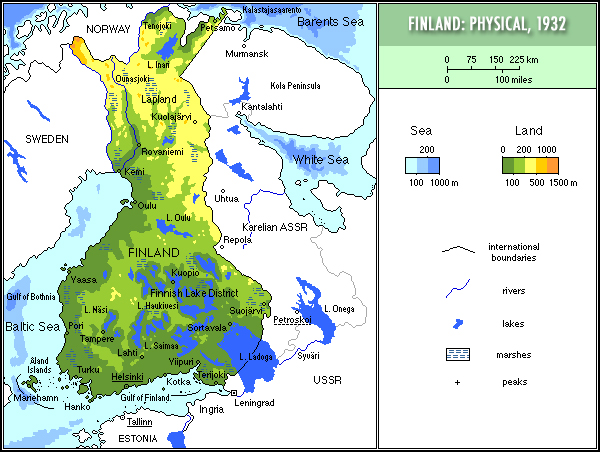
Zonas que Finlandia consiguió con su independencia en 1918.

La Cuestión de Carelia (en finés: Karjala-kysymys) es una controversia política en Finlandia sobre la posibilidad y conveniencia de recuperar la soberanía perdida sobre la región de Carelia y otros territorios cedidos a la extinta Unión Soviética después de la guerra de Continuación (1941-1944), aunque a veces se incluye también en la discusión la idea de recobrar territorios como Petsamo (situado a orillas del océano Ártico) y otros más que Finlandia debió entregar a la URSS tiempo antes, tras la guerra de Invierno (1939-1940). El debate público ha sido bastante visible en medios de comunicación, aunque ningún partido político finlandés ha expresado públicamente su apoyo a la idea de recuperar los territorios cedidos de Carelia.

## Antecedentes
La Cuestión de Carelia surgió por vez primera en 1940 cuando Finlandia fue obligada a ceder territorio a la Unión Soviética tras la guerra de Invierno, en el Tratado de Paz de Moscú; una consecuencia importante de esta situación fue que miles de finlandeses fueron evacuados de los territorios cedidos, que comprendían principalmente la región de Carelia, históricamente ligada a Finlandia.
Entonces, la zona de Carelia albergaba cerca del 10 % de la población total de Finlandia, y ante la negativa generalizada de la población local a vivir bajo el régimen soviético una evacuación masiva de civiles se hizo inevitable. Los finlandeses evacuados de Carelia perdieron prácticamente todos sus derechos de propiedad sobre los bienes que dejaban atrás, al negarse a seguir viviendo en territorio que ahora pasaba a la URSS; como resultado el gobierno finlandés debió otorgar compensaciones a los civiles, usualmente mediante la entrega de pequeñas granjas (para los campesinos finlandeses desplazados) o de terrenos para la construcción de casas mediante el recurso a las expropiaciones sobre terrenos de propiedad municipal o de fincas privadas; para subsidiar a los refugiados se creó un impuesto a las propiedades que permaneció vigente durante varios años.
Tras la evacuación, los desplazados de Carelia formaron la Karjalan Liitto (en finés Asociación Carelia) para el apoyo y defensa de los refugiados carelios ante el gobierno de Helsinki. De hecho un político nacido en la antigua Carelia finlandesa, Johannes Virolainen, hizo breve campaña en la década de 1950 (en plena Guerra Fría) para que la URSS devolviese Carelia a Finlandia. El propio presidente finlandés Urho Kekkonen intentó también recuperar dicho territorio, sobre todo después de que el régimen soviético de Nikita Jrushchov devolviese la península de Porkkala (situada en el propio golfo de Finlandia) en 1956. Al no hallar respuesta positiva, Kekkonen intentó mantener dichas gestiones sobre Carelia fuera de la discusión pública para evitar un daño a las relaciones de Finlandia con la URSS; sin embargo, con el paso de los años, la controversia perdió vigor y hacia 1970 había sido casi olvidada por la opinión pública.

## Resurgimiento

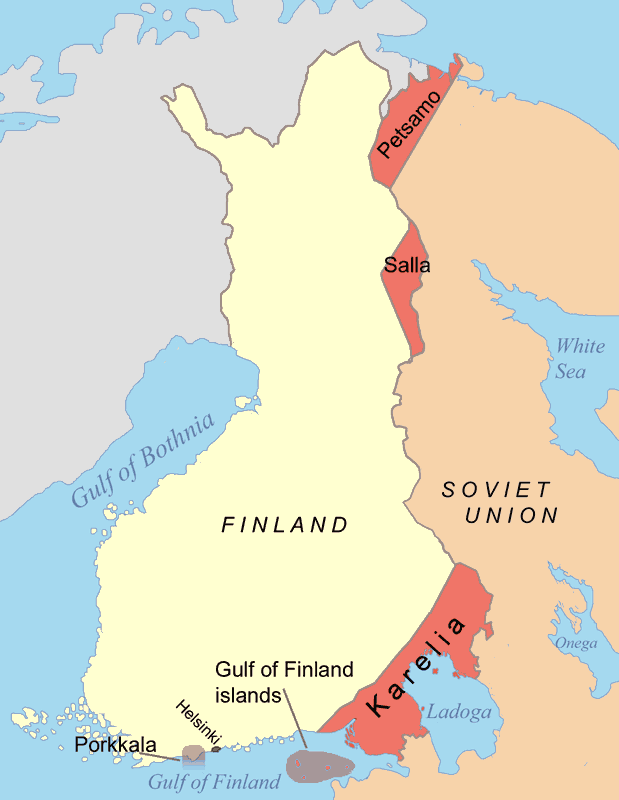
Zonas que Finlandia cedió en 1944

La controversia finlandesa sobre Carelia resurgió tras la disolución de la Unión Soviética en 1991, cuando algunos grupos de opinión promovieron la idea de que Rusia, como sucesora de la URSS, devolviese a Finlandia el territorio de Carelia. De hecho la capital carelia, Výborg, conserva numerosos edificios construidos por finlandeses antes de 1940, mientras que la Karjalan Liitto aún mantiene oficialmente la esperanza de que Carelia vuelva a integrarse a Finlandia pero sin exigirlo abiertamente; hoy solo grupos políticos muy pequeños, como el denominado ProCarelia, han hecho campaña activa para el retorno pacífico de Carelia a la soberanía finlandesa. Aun así, salvo excepciones a título individual, los principales partidos políticos finlandeses no apoyan oficialmente esta idea alegando que es innecesario solicitar tal cambio territorial por la existencia de un tratado de paz con la URSS, más aún al considerar que el territorio de Carelia se halla actualmente integrado por completo dentro de Rusia.
La posición oficial del gobierno de Finlandia es que no existe conflicto territorial alguno con Rusia y que las fronteras pueden ser modificadas solo por acuerdos pacíficos entre los países. Tampoco existe necesidad alguna de plantear la cuestión de Carelia a Rusia pues el gobierno de Moscú no ha mostrado intención de devolver dicho territorio ni de discutir el tema. En 1994, el entonces presidente ruso Borís Yeltsin lamentó la «captura de la Carelia finlandesa [como un] ejemplo del totalitarismo agresivo de Stalin», pero en 1997 afirmó que la cuestión de Carelia era un «asunto cerrado entre ambos países».[cita requerida] En 2000, el sucesor de Yeltsin, Vladímir Putin, indicó que tales discusiones sobre Carelia podían dañar las buenas relaciones ruso-finlandesas, al año siguiente indicó que «cambiar las fronteras no es el mejor modo de solucionar problemas».
Por otro lado, en 1998, el presidente finlandés Martti Ahtisaari reiteró que la política oficial de Finlandia se basa en que «no existen demandas territoriales hacia Rusia, pero que si Rusia deseaba discutir la devolución de los territorios cedidos, Finlandia está dispuesta a ello».[cita requerida]

## Argumentos en el debate finlandés
El apoyo popular finlandés a la idea de recuperar Carelia logra un máximo de 36 % a favor en la población, obteniendo mayor éxito entre la población mayor de 65 años (que mayormente recuerda la época de la Carelia finlandesa), y entre los menores de 25 años; el segmento intermedio de la población (que creció durante la Guerra Fría) suele mostrar mayor rechazo a la idea. Una encuesta de agosto de 2005 del periódico Helsingin Sanomat y de Suomen Gallup mostraba que el 30 % de los finlandeses estaba a favor de recuperar Carelia y el 62 % en contra, mientras que una encuesta de Karjalan Liitto mostraban al 26 % a favor del retorno de Carelia y al 58 % en contra. El expresidente finlandés Mauno Koivisto ha mostrado su desacuerdo con la discusión oficial sobre esta cuestión, la cual ha ganado apoyo solo entre pequeños grupos ultranacionalistas finlandeses.
Un argumento citado frecuentemente por los opositores al retorno de Carelia es que dicha región tiene un nivel de vida mucho menor al de Finlandia, y que el PIB per cápita de Finlandia es tres veces mayor al de Rusia, por lo que el gobierno finlandés debería financiar a Carelia con elevados subsidios durante años para que alcanzara el nivel de vida del resto del país. Cerca del 42 % de los opositores a la recuperación de Carelia citan los costos fiscales como la principal razón de su rechazo según encuesta del diario Helsingin Sanomat de Helsinki. Quienes favorecen la reintegración de Carelia alegan que el costo de la recuperación sería ciertamente de unos 30 000 millones de euros pero ello se sustentaría en que Carelia tiene ventajas naturales muy aprovechables por Finlandia, pudiendo transformarse la zona en un gran centro de comercio con Rusia y así generar el crecimiento económico con el cual financiar la reintegración.
Otro argumento de rechazo al retorno de Carelia entre los finlandeses se halla en que dicha área está habitada casi en su totalidad por gente llegada desde Rusia, Ucrania o Bielorrusia en la época de la URSS, al punto de que son muy escasos los finlandeses que aún viven allí para justificar una «recuperación» de la zona. Se calcula que en 2004 había 370 000 personas residiendo en Carelia, casi todas de origen ruso, y quienes se oponen a la recuperación de Carelia alegan que ello implicaría forzosamente la existencia de una minoría étnica rusa en Finlandia, que podría causar posibles tensiones internas y externas. Otros finlandeses alegan que una minoría étnica de rusos generaría un nuevo gasto presupuestario, pues las normas de la Unión Europea exigen dar servicios administrativos a esta minoría en su propio idioma (lo que haría preciso instruir en idioma ruso a todo funcionario finlandés asignado a la zona). A esto se agregaría que la minoría rusa tendría problemas en integrarse a Finlandia por diferencias culturales e idiomáticas. Aun así los partidarios de la «reintegración» alegan que la mayoría de la población rusa de Carelia abandonaría la región si ésta fuera transferida a Finlandia, y que casi todos los rusos lo harían si el gobierno finlandés pagase los gastos de traslado.